# Profil (menuiserie)
Pour les articles homonymes, voir Profil.

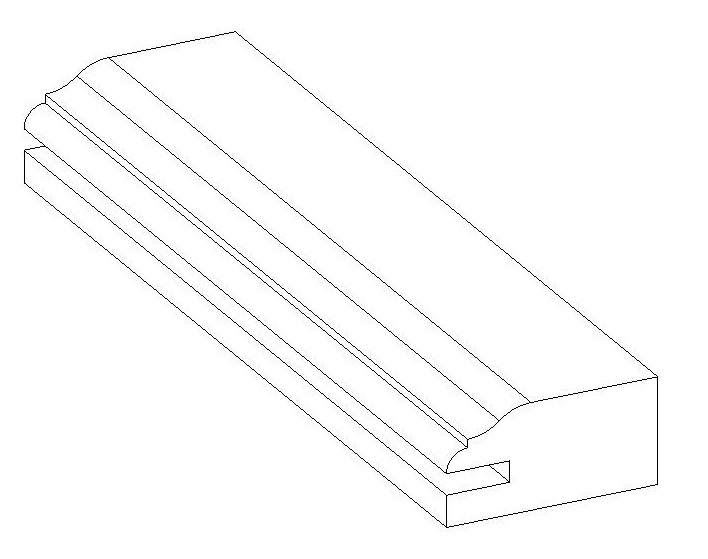
Pièce avec profil

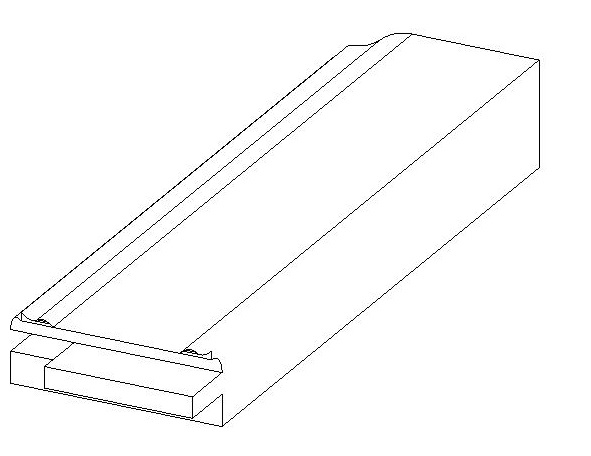
Pièce avec profil et contre-profil

Un profil est une moulure qui se situe sur l'arrête intérieure des montants et traverses d'un ensemble. La moulure inversé se nomme contre-profil. Ces deux moulures sont utilisées notamment pour assembler les différentes pièces de porte de meuble de cuisine, en association d'un panneau à plate-bande.

## Contre-profil
Le contre-profil est située sur l'about des traverses. Il s'agit de la moulure inversé du profil. Il existe des fraises réversibles afin de réaliser les deux usinages avec le même outil. Ces usinages étant très délicat à régler, ils sont principalement réalisé à l'aide d'une toupie ou une défonceuse montée sous table.